# عناية عز الدين
عناية عز الدين، مختصة في الطب المخبري ثاني وزيرة لبنانية محجبة في تاريخ الحكومات اللبنانية المتعاقبة.

## النشأة والدراسة والعمل
من مواليد العام 1961 في بلدة شحور في جنوب لبنان، أنهت الثانوية العامة في (انترناشيونال كولدج)عام 1981، ثم انتسبت للجامعة الأمريكية في بيروت حيث نالت شهادة البكالوريوس في علوم الأحياء ثم تابعت دراستها لتحصل على شهادة دكتوراه في الطب من نفس الجامعة، وبعدها تخصصت في الطب المخبري وعلوم الأمراض (باثولوجيا) حيث نالت شهادتين في هذا المجال من الجامعة الأمريكية في بيروت.

## العائلة
هي أم لابنتين هما: بتول وسارة فرانك من زواج سابق.

## العمل
صاحبة ومديرة مختبر للتحاليل الطبية والأنسجة في بيروت.

## الدورات والعضويات
- حائزة على زمالة في علم الخلايا من الجامعة الأميركية في بيروت.
- خضعت لدورات تدريبية في بريطانيا في جامعتي لندن وأوكسفورد وفي جامعات الولايات المتحدة الأميركية.
- عضو في نقابة أطباء لبنان.
- عضو في الجامعة اللبنانية لعلوم الأمراض (باثولوجيا).
- عضو في الجامعة اللبنانية للطب المخبري.
- عضو في نقابة أصحاب المختبرات الخاصة.
- عضو في الجمعية الأميركية للكيمياء السريرية.
- عضو في الجامعة الأميركية لعلوم الخلايا.
- عضو في الأكاديمية العالمية لعلوم الأمراض - القسم العربي.

## في السياسة
عضو في المكتب السياسي في حركة أمل، حيث انتسبت لصفوفها في العام 1978، وهي شقيقة الشهيد حسن عزالدين، الذي قضى أثناء تصديه للغزو الإسرائيلي للجنوب العام 1982.
تم تعيينها وزيرة الدولة لشؤون التنمية الادارية، في حكومة الرئيس سعد الحريري في كانون الأول من العام 2016.
انتخبت نائباً في مجلس النواب اللبناني في انتخابات العام 2018، ثم في الانتخابات النيابية قي العام 2022 عن دائرة صور - الزهراني في الجنوب. 